# Under Feet Like Ours
Under Feet Like Ours egy különálló stúdióalbum a híres kanadai zenészduótól Tegan and Sara-tól. 

## Története
Először az albumot Sara and Tegan néven adták 1999-ben limitált példányban, majd később újra kiadták Tegan and Sara néven. Ahogy az énekesek mondták sok ‘Sara’ keresztnevű zenész volt akkoriban Kanadában így felcserélték a neveket.
Még egyszer kiadták a lemezt, 2001-ben, a ‘Frozen’ című dal hozzáadásával a This Business of Art-ról.
A cd-n lévő számok a mai napig hallhatóak élőben a Tegan and Sara koncerteken szerte Amerikában, Kanadában és Európába több országában.
2009-ben a csomagolás és a borító újra lett tervezve a díszlet- és borítótervezőjük Emily Storey, művésznevén EE Storey. A műanyagtokos kiadások már nem elérhetők, helyette kartonpapír tokban a Maplemusic.com oldalon.

## Az album dalai
1. "Divided" (Tegan Quin) – 3:04
2. "Our Trees" (T. Quin) – 3:47
3. "Come On" (Sara Quin) – 4:05
4. "Freedom" (T. Quin) – 2:15
5. "Proud" (S. Quin) – 2:48
6. "More for Me" (T. Quin) – 3:44
7. "Hype" (S. Quin) – 3:05
8. "Clever Meals" (T. Quin)– 3:18
9. "This Is Everything" (T. Quin) – 3:09
10. "Heavy" (S. Quin) – 4:18
11. "Welcome Home" (T. Quin) – 2:34
12. "Superstar" (T. Quin) – 3:50
13. "Bye!" – 0:05
14. "Frozen" (T. Quin) – 2:44
  - bónusz szám: hozzáadva a 2001-es kiadásban